# Klaus-Peter Stein
Klaus-Peter Stein (* 11. November 1946 in Wismar; † 4. Mai 2013 in Wismar) war ein deutscher Fußballspieler.

## Fußball-Laufbahn
Bis zu seinem 18. Lebensjahr spielte Stein für die TSG Wismar, für die er schon mit 16 Jahren in seinem ersten Punktspiel in der Männermannschaft zwei Tore schoss. Auch in seinem ersten von neun Junioren-Länderspielen traf er im Oktober 1963 in Greifswald gegen Rumänien (4:1) doppelt. Seinen wohl größten Erfolg feierte er zusammen mit seinem Wismarer Mannschaftskameraden Peter Sykora 1965 beim UEFA-Juniorenturnier in der Bundesrepublik. Im Finale wurde England mit 3:2 besiegt. Alle seine Juniorenländerspiele bestritt Stein als Spieler der TSG Wismar.
Zur Saison 1965/66 delegierte die TSG Stein zum regionalen Fußball-Leistungszentrum, dem Oberligisten Hansa Rostock. Erstmals kam Stein am 27. August 1966 gegen den BFC Dynamo in der DDR-Oberliga zum Einsatz. Insgesamt kam er in der Spielzeit 1966/67 in sechs Oberligabegegnungen als Mittelstürmer oder auf der rechten Angriffsseite zum Einsatz. Die übrigen Spiele bestritt er in der drittklassigen Bezirksliga mit der 2. Mannschaft, der er auch zum Aufstieg in die DDR-Liga verhalf. In der gleichen Saison erreichten die Rostocker das FDGB-Pokal-Finale gegen Motor Zwickau, das allerdings ohne Stein stattfand. Auf dem Weg dorthin hatte er jedoch ein Spiel mit einem Tor beigesteuert. Die Saison 1967/68 begann Stein wieder in der 2. Mannschaft. Nachdem er bis zum November 1967 lediglich ein Oberligaspiel bestritten hatte, äußerte sich Hansa-Trainer Gerhard Gläser zu Stein am 8. November 1967 in der Sportzeitung „Deutsches Sportecho“ unter der Überschrift „Talente in der Versenkung?“:

„Wir haben es gemeinsam im Trainerkollektiv mit Kurt Zapf und Lothar Wiesner wahrlich nicht an individueller Arbeit mit Klaus-Peter Stein fehlen lassen. Er ist ohne Zweifel ein Talent, aber Talent allein reicht nun einmal nicht aus. Ihm fehlt die Energie, ernsthaft an sich zu arbeiten. Er erhielt viele Möglichkeiten, sich zu bewähren, auch viele ärztliche Hinweise, überflüssigers Gewicht abzutrainieren. Es fruchtete alles nicht.“

Erst ab März 1968 kam Stein, weil Stürmer Wolfgang Wruck einen Beinbruch erlitten hatte, fast regelmäßig im Angriff der 1. Mannschaft zum Einsatz. Obwohl für die Spielzeit 1968/69 wieder für die 1. Mannschaft gemeldet, wurde er dort nur in vier Punktspielen aufgestellt. In der 2. Mannschaft war er Stammspieler mit 23 von 30 möglichen DDR-Ligaspielen. Mit 13 Treffern war er erfolgreichster Torschütze der Reserve. Als zur Saison 1969/70 Horst Saß Cheftrainer bei Hansa Rostock wurde, kam Stein mehr zum Zuge. Vom 7. Spieltag an bestritt er bis auf eine Partie alle Oberligaspiele der Rostocker und wirkte auch bei allen vier Messepokal-Spielen mit. Der Erfolg hielt nicht lange an, denn in der ersten Halbserie der Spielzeit 1970/71 wurde Stein jeweils dreimal in der 1. und 2. Mannschaft eingesetzt.
Zu Beginn des Jahres 1971 wurde Stein zum Militärdienst eingezogen und wechselte zur Armeesportgemeinschaft Vorwärts Stralsund, die in der DDR-Liga spielte. Dort hatte er sofort einen Stammplatz in der Angriffsformation inne und war mit seinen elf Punktspieleinsätzen ein Garant für den Aufstieg der Stralsunder in die DDR-Oberliga. Von den 26 Oberligapunktspielen der Saison 1971/72 bestritt er 23 Begegnungen, konnte aber auch mit seinen drei erzielten Toren nicht verhindern, dass seine Mannschaft nach einem Jahr wieder absteigen musste. So verbrachte Stein ein weiteres Jahr in der Zweitklassigkeit.
Im Sommer 1973 kehrte der studierte Ingenieurökonom in seine mecklenburgische Heimat zurück und schloss sich wieder der TSG Wismar an. Dort bestritt er sein erstes Punktspiel am 16. September 1973 in der DDR-Liga-Begegnung gegen Dynamo Schwerin. Von 1973 bis zur Beendigung seiner aktiven Laufbahn 1984 absolvierte Stein für Wismar 211 Spiele in der DDR-Liga und war zu dieser Zeit mit 86 Treffern der erfolgreichste Torschütze seiner Mannschaft.
2013 erlag Stein einem Krebsleiden.

## Erfolge
- Sieger UEFA-Turnier 1965 in der BRD (Vorläufer der Junioren-Europameisterschaft)
- FDGB-Pokalsieger der Jugend: 1962, 1963 (TSG Wismar)
- Vize-Meister DDR-Oberliga: 1968 (Hansa Rostock)

## Privates
1968 heiratete Klaus-Peter Stein die ehemalige Handball-Nationalspielerin Inge Stein (geb. Jeske). Gemeinsam hatten sie zwei Kinder. Tochter Andrea Bölk gewann bei der Handball-WM 1993 die Goldmedaille. Enkelin Emily Bölk spielt ebenfalls Handball in der Nationalmannschaft.